# 放逸短沟蜷
放逸短沟蜷（学名：Semisulcospira libertina）又稱川蜷，为肋蜷科短沟蜷属的动物，俗名川蜷螺、海蛳、大钉螺蛳。

## 分佈
分布于日本列島、朝鲜半島、臺灣及中国大陆的吉林、辽宁、安徽、浙江、江西、湖北、湖南、福建、广东、贵州、云南等地。
多生活于山岳丘陵地带的山溪中、水底布满卵石、岩石以及或为沙底。

## 外部連結
- 維基物種上的相關：放逸短沟蜷